# Le Jardinier (Van Gogh)
Pour les articles homonymes, voir Le Jardinier.
Le Jardinier, également connu sous le nom de Portrait d'un jeune paysan ou Paysan provençal, est une peinture à l'huile sur toile de 61 × 51 cm réalisée par Vincent van Gogh, datant de septembre 1889 et conservée à la Galerie nationale d'Art moderne et contemporain de Rome.
L'œuvre, considérée comme la plus importante du peintre hollandais parmi celles présentes dans les collections publiques italiennes, est un chef-d'œuvre de sa période provençale et reprend certains des thèmes fondamentaux de sa peinture, comme le thème du portrait, la relation avec la nature et la combinaison des couleurs primaires et complémentaires.

## Titre de l'oeuvre
Contrairement à ce qu'il fait avec la plupart de ses tableaux, Van Gogh ne mentionne pas l'œuvre dans ses lettres et ne donne donc pas son titre.
La toile est généralement connue sous le titre de Il Giardiniere. En réalité il s'agit d'un titre assez récent, qui n'exprime pas pleinement le sujet dépeint ni le message que contient l'œuvre, probablement inspiré par le fond de l'œuvre qui, plutôt que de rappeler un champ cultivé, est plus proche de l'image d'un jardin, alors que d'autres hypothèses avanceraient que le titre dérive simplement du fait qu'il s'agit en réalité du portrait du jardinier de l'hôpital psychiatrique de Saint Rémy où Vincent van Gogh est hospitalisé d'avril 1889 à mai 1890,.
Le peintre et ami Émile Bernard dans ses lettres (1911) l'intitulait Paysan Provençal tandis que dans la première exposition impressionniste organisée au Lycée de Florence en 1910, il était présenté comme Tête de Paysan. Plus généralement, dans le catalogage des œuvres de van Gogh, il est identifié comme Paysan ou Portrait d'un paysan, tandis que dans la collection du musée romain, son titre reste Le Jardinier (Paysan provençal).

## Histoire
La toile a été peinte par van Gogh en septembre 1889, lors de son séjour à l'hôpital de Saint Rémy. La datation du mois de réalisation est approximative, bien que maintenant accréditée par presque tous les critiques, car van Gogh ne mentionne pas le tableau dans les nombreuses lettres qu'il a écrites à son frère Theo et à ses amis En effet, la toile a d'abord été insérée dans la production de la période arlésienne, qui va de février 1888 à mars 1889, puis à la période passée à Saint Rémy, qui va d'avril 1889 à avril 1890, alors que le peintre était soigné à l'hôpital Saint Paul de Mausole à Saint Rémy, en le rapprochant du vif intérêt pour le portrait que le peintre montra à cette époque. Début septembre, van Gogh, après une grave crise nerveuse et après une période d'inactivité, reprend en effet la peinture avec un grand engagement comme il l'écrit lui-même à son frère Théo.
Après la mort du peintre, l'œuvre est entrée sur le marché des collectionneurs, arrivant dans la galerie parisienne du marchand d'art Paul Rosenberg où, en 1910, elle a été achetée par Gustavo Sforni, un peintre et collectionneur intellectuel raffiné de Macchiaioli qui, au début du XXe siècle apportera à Florence, ville où il réside, des chefs-d'œuvre de la peinture française moderne dont le Portrait de Monsieur Chocquet (1889) de Paul Cézanne, deux huiles de Maurice Utrillo et un pastel d'Edgar Degas.
Après son arrivée en Italie, le tableau est prêté pour la première exposition italienne consacrée aux impressionnistes, organisée par Ardengo Soffici entre avril et mai 1910 dans les locaux du Lyceum Club de Florence, intitulée Première exposition italienne de l'Impressionnisme. La toile, exposée sous le numéro 71, était flanquée d'œuvres de Paul Cézanne, Edgar Degas, Jean-Louis Forain, Paul Gauguin, Henri Matisse, Claude Monet, Camille Pissarro, Pierre-Auguste Renoir, Henri Toulouse-Lautrec et 18 sculptures de Medardo Rosso,.
Toujours en 1910, Soffici donne un avis pas vraiment positif, étant donné que dans l'œuvre de van Gogh il voit une rupture avec la leçon de Cézanne, un artiste très apprécié par lui.
De retour dans sa collection, Sforni, sentant les critiques qui auraient surgi à la vision du chef-d'œuvre en Italie par ses contemporains, le garda jalousement chez lui, ne le laissant voir que par des amis et des intellectuels qu'il fréquentait, attentifs aux nouvelles tendances d'au-delà des Alpes et les innovations impressionnistes et postimpressionnistes,.
Après la mort du collectionneur en 1940, le tableau sera légué à l'oncle avocat Giovanni Verusio avec l'ensemble de la collection de peintures qui, outre les auteurs français susmentionnés, comprenait des toiles de Fattori, Signorini et Severini. Bien que Van Gogh n'ait pas encore atteint la popularité que lui apportera le marché de l'art dans les années 1980, le tableau était déjà reconnu comme la pièce la plus précieuse de la collection, à tel point qu'à la fin de la Seconde Guerre mondiale l'avocat Verusio, s'étant réfugié dans une chaumière de la campagne toscane, va le cacher dans une caisse en bois sous la paille, à l'intérieur d'une citronnière à Pian dei Giullari, pour le protéger des raids des soldats allemands.
Après la guerre, il est exposé en 1945 au Palais Pitti à Florence dans le cadre de l'exposition sur la peinture française organisée par Berenson La peinture française à Florence puis en 1952 dans la rétrospective organisée par Lamberto Vitali au Palazzo Reale de Milan intitulée Vincent Van Gogh. L'œuvre a commencé à prendre de l'importance sur le territoire national et en 1954, l'État italien a déclaré l'œuvre d'intérêt historique et artistique.
En 1966, la femme de l'avocat, Sandra Verusio, a sauvé la toile des inondations de Florence, la mettant dans le coffre de sa voiture et l'emmenant à Rome. Là, la toile est restée dans la salle à manger de la maison pendant une dizaine d'années (bien que souvent remplacée par une copie), présentée aux personnalités éminentes de la société romaine compte tenu des nombreuses demandes que les époux Verusio recevaient pour admirer van Gogh. Des personnalités du monde artistique, comme Renato Guttuso et le critique d'art Giuliano Briganti, mais aussi des personnalités célèbres comme l'avocat Agnelli, se sont rendus dans le salon de la famille Verusio pour admirer la toile,. La renommée de la toile entraîna cependant inévitablement le problème des vols, toujours présent.
L'avocat Verusio décide de vendre la toile, qui sera achetée en 1977 pour la somme de 600 millions de lires (bien en dessous du prix de l'époque, estimé au moins au double) par le galeriste romain Silvestro Pierangeli, qui a servi d'intermédiaire pour un acheteur anonyme, dont on découvrira plus tard en 1983 qu'il s'agit du galeriste suisse Ernst Beyeler , étant donné que l'État italien n'a pas exercé à l'époque son droit de préemption. L'administration n'est mobilisée qu'en 1988, en plein essor du marché des collectionneurs impressionnistes, lorsque Beyeler annonce vendre l'œuvre au Musée Guggenheim de Venise pour la somme de 14 milliards de lires, montrant que lors de la première négociation il était pas le véritable acheteur, puisque le nom de Pierangeli figurait sur les actes de vente.
Le tableau a ensuite été racheté par l'État italien en 1989, qui a remboursé à Beyeler le même montant payé en 1977, soit 600 millions de lires. Beyeler, considérant le chiffre trop en dessous des prix du marché (25 fois inférieur au montant que le Musée Guggenheim aurait payé) a poursuivi l'État italien, mais après avoir été défait à tous les degrés de la procédure intentée en Italie, il a fait appel devant la Cour européenne des Droits de l'homme à Strasbourg. Entre-temps, en 1995, le tableau est transporté à Rome, à la Galerie nationale d'Art moderne, aux côtés de l'autre tableau de van Gogh déjà présent, L'Arlésienne (Madame Ginoux), devenant par la suite le protagoniste, en 1998, de l'un des vols d'art les plus célèbres sur le sol italien.
En 2000, la Cour européenne a rendu un premier jugement, déclarant que l'État italien a bien exercé son droit de préemption, mais contestant son retard à l'effectuer et ayant payé l'œuvre avec un prix trop bas, obtenant un enrichissement injustifié. Le processus d'attribution des droits de propriété de l'œuvre ne prendra fin qu'en mai 2002, lorsque les juges de Strasbourg reconnaîtront l'État italien comme propriétaire légitime de l'œuvre, officiellement et de plein droit entrant dans la collection du musée romain, et accordant à Beyeler une indemnisation de seulement 1,3 million d'euros plus 55 000 euros de remboursement des frais de justice encourus.

## Description et style
Le tableau peut être considéré comme un chef-d'œuvre du génie hollandais, un exemple exceptionnel de portrait de la période provençale du peintre, l'un des 140 tableaux qu'il a réalisés alors qu'il était hospitalisé à l'hôpital de Saint Rémy, peint l'année précédant sa mort (survenue le 27 juillet 1890), au faîte de sa maturité artistique. C'est l'année où il peint certains de ses chefs-d'œuvre absolus, tels que la Nuit étoilée, Vase avec Iris et Autoportrait et présente donc quelques éléments importants de l'art de van Gogh.

## Lieu d'exposition

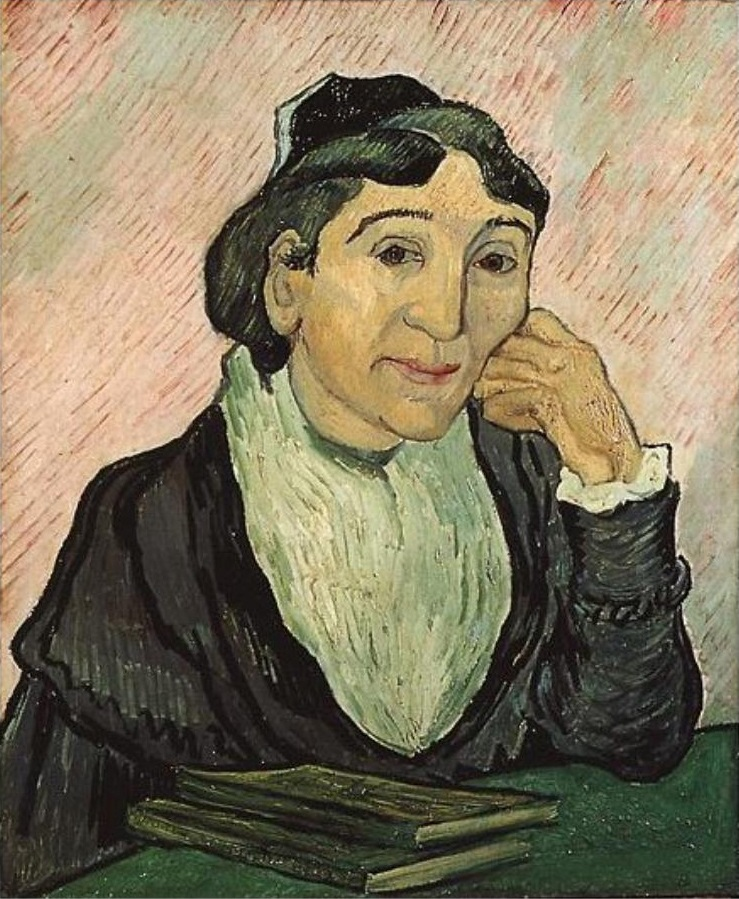
L'Arlésienne (Madame Ginoux) de 1890, œuvre exposée avec Il Giardiniere dans la salle XV du musée

Bien que van Gogh ait créé environ 871 peintures et un très grand nombre de dessins et de croquis, dans les collections publiques italiennes, il n'y a que trois œuvres et Le Jardinier est certainement considéré comme celui qui a la plus grande valeur artistique. Les deux autres œuvres sont L'Arlésienne (Madame Ginoux) de 1890, conservée dans le même musée, la Galerie nationale d'art moderne et contemporain de Rome, et l'œuvre Femmes bretonnes de 1888, conservée à la Galerie d'art moderne de Milan.
Jusqu'en 2011, la toile était conservée dans la salle XIV de la Galerie nationale d'art moderne et contemporain de Rome, une salle consacrée à l'impressionnisme, ses débuts et ses développements, aux côtés d'œuvres d'auteurs italiens moins connus qui se sont rendus à Paris. Compte tenu de l'importance de l'œuvre, la pièce était aussi communément appelée la Salle du Jardinier .
Le 21 décembre 2011, le musée propose un nouveau parcours d'exposition. Toutes les toiles et œuvres qui faisaient auparavant partie de la salle du jardinier, à l'exception des deux van Gogh, restent dans la salle XIV, intitulée La question impressionniste, où d'autres sculptures sont ajoutées (deux de Degas et toute la collection dédiée à Medardo Rosso). Le Jardinier et L'Arlésienne (Madame Ginoux) sont placés à l'intérieur de la salle XV intitulée Utopie humanitaire, sur l'unique mur situé au centre de la salle, devenant les premières œuvres que le visiteur rencontre lors de son parcours.